# Axel Lundegård
Axel Wilhelm Lundegård, född 17 december 1861 i Västra Sallerups socken, dåvarande Malmöhus län, död 20 december 1930 i Stockholm, var en svensk författare. 

## Biografi
Lundegård växte upp i Hörby och blev student vid Lunds universitet 1881. Han blev ordförande i Sveriges Författareförening 1930. Han var bror till konstnären Justus Lundegård och gift 1894 med Jeanie Caroline Hugina Mac Dowal.
Lundegård debuterade 1885 med novellsamlingen I gryningen, som tolkade smärtan över brustna illusioner från studenttiden. Över huvud taget var Lundegård en anhängare av 1880-talets ledande idéer och hävdade både i tal och i skrift en radikalism, som dock med tiden fick blekare färg i den av honom 1896-97 utgivna litterära veckotidningen Vilden.
Den förtroliga vänskapen med Victoria Benedictsson kom bådas litterära alstring till godo. Det var han som introducerade henne i Stockholms litterära liv och tillsammans skrev de skådespelet Final, 1885. Vid hennes död 1888 ärvde han hennes litterära kvarlåtenskap. Han fullbordade då hennes roman Modern, 1888 och skådespelet Den bergtagna, 1890. Han gav också ut hennes efterlämnade noveller. Hans, på författarinnans brev och anteckningar stödda, biografi över Victoria Benedictsson (1890; 2:a utvidgade uppl. 1908, 3: utvidgade uppl. 1928) är ett bidrag till hennes karakteristik. Med sin roman Elsa Finne, 1902, skrev han hennes historia och lät trycka stora delar av hennes dagbok. Lundegårds ibland tvivelaktiga hantering av Victoria Benedictssons efterlåtenskap diskuteras i Lisbeth Larssons studie Hennes döda kropp. 
2013 gavs brevväxlingen mellan Victoria Benedictsson och Axel Lundegård ut, vilket gjorde det möjligt att för första gången kunna följa författarnas hela dialog med varandra.
Lundegårds andra självständiga verk, nyckelromanen Röde prinsen, ett ungdomslif i stämningar (1889, 2:a uppl. 1910; övers. till da. 1901), är en slags sammanfattning av, och uppgörelse med, de gångna årens erfarenheter. La mouche. En roman från ett dödsläger (1891, 3:e uppl. 1910; övers. till da. 1896) handlar om kärleken mellan "Camilla Selden" (Elise v. Krienitz) och den döende Heine.  
Den i samtiden populära Titania (I-II, 1892, 3:e uppl. 1911; övers. till da. 1893, 2:a uppl. 1897) skildrar en kvinnas omdömeslösa kärleksval i svensk herrgårdsmiljö. Framställningen är vårdad, mjuk och sentimental, prosan, med sin prolog och epilog på vers, den för Lundegård alltmer typiskt klara och ansade. Härefter utgav Lundegård Prometheus (I-II, 1893, 2:a uppl. 1901; övers. till da. 1894), Stormfågeln (1893; övers. till da. 1893, ny uppl. 1903), Faster Ulla och hennes brorsdöttrar (1894; övers. till da. 1894), Fru Hedvigs dagbok (1895; övers. till da., 2:a uppl. 1895) och Tannhäuser (I-II, 1895; övers. till da. 1895). Härtill slöt sig närmast en samling Dikter (1896) och Asra (1898; övers. till da. 1898). 
Hans historiska intresse och bildning jämte inflytanden i synnerhet från Heidenstam riktade emellertid hans håg alltmer åt historisk-romantisk diktning. Först utkom cykeln Struensee. En människoskildring ur historien (3 delar, 1898-1900; övers. till da. 1898-1900), som handlar om den danske statsmannen Johann Friedrich Struensee (1737-1772). I en serie iscensatta tablåer framträder den erotiske äventyraren och lyckoriddaren mera än ideologen och statsmannen.
Av Lundegårds följande tre mer realistiska arbeten, Sturz (1900; övers. till da. 1900), Elsa Finne (2 delar, 1902, 2:a uppl. 1903; övers. till da. 1902) och Känslans rätt (1902; övers. till da. 1902), är det andra det mest betydande. Victoria Benedictssons livshistoria ges här ny förklaring. Till första delens mera jämnt fortskridande episoder bildar den andra delen, som består av ett urval av Benedictssons dagbokstext i lätt redigerad form, med sin snabbare, hetare puls, sitt sannskyldiga dramatiska crescendo en bjärt kontrast. 
Till den historiska romanen återvände Lundegård i de pittoreska medeltidskrönikorna Drottning Margareta (I, 1905, 2:a uppl. 1906, övers. till da. 1906; II, 1906, övers. till da. 1907), Drottning Filippa (1907; övers. till da. 1909) och Drottning Cilla (1910). Den stora dagen (1911) är en samtidsroman med lyrisk-polemisk grundton där satiren riktar sig mot det anspråksfulla firandet av Verner von Heidenstams femtioårsdag.
Lundegårds språk utmärker sig för sin genomskinlighet. Kompositionen är vanligen säker och sorgfällig.

### Skönlitteratur
- Final: skådespel i 3 akter. Stockholm: Hæggström. 1885. Libris 1207118. http://litteraturbanken.se/#!forfattare/LundegardA/titlar/Final/info/etext - Tillsammans med Victoria Benedictsson.
- I gryningen: novelletter. Upsala: Universalbiblioteket. 1885. Libris 1598586. http://hdl.handle.net/2077/33587 – Fulltext hos Litteraturbanken
- Modern: en berättelse. Stockholm: Beijer. 1888. Libris 1621081. http://litteraturbanken.se/#!forfattare/LundegardA/titlar/Modern/info/etext - Tillsammans med Victoria Benedictsson.
- Röde Prinsen: ett ungdomslif i stämningar. Stockholm: Hæggström. 1889. Libris 1624464. https://litteraturbanken.se/författare/LundegårdA/titlar/RödePrinsen/sida/I/etext Projekt Runeberg
- Den bergtagna: en kärlekens tragedi. Stockholm: Hæggström. 1890. Libris 1207121. http://litteraturbanken.se/#!forfattare/LundegardA/titlar/DenBergtagna/info/etext - Tillsammans med Victoria Benedictsson.
- La mouche: en roman från ett dödsläger. Stockholm: Hæggström. 1891. Libris 31501. http://hdl.handle.net/2077/33576 – Fulltext hos Litteraturbanken
- Titania: en kärlekssaga. [1-2]. Stockholm: Bonnier. 1892. Libris 1200937. http://hdl.handle.net/2077/33575 – Fulltext hos Litteraturbanken
- Prometheus: en konstnärs saga. 1-2. Stockholm: Bonnier. 1893. Libris 1624461 – Faksimil hos Litteraturbanken
- Stormfågeln: en historisk silhuett med bakgrund och ram. Stockholm: Bonnier. 1893. Libris 1624465 – Faksimil hos Litteraturbanken
- Faster Ulla och hennes brorsdöttrar. Stockholm: Bonnier. 1894. Libris 1624460 – Faksimil hos Litteraturbanken
- Fru Hedvigs dagbok.. Stockholm: Bonnier. 1895. Libris 22679051. http://hdl.handle.net/2077/56352 – Faksimil hos Litteraturbanken
- Tannhäuser: en modern legend. 1-2. Stockholm: Bonnier. 1895. Libris 1624466 – Faksimil hos Litteraturbanken:  Tannhäuser I. https://litteraturbanken.se/författare/LundegårdA/titlar/Tannhäuser1/sida/I/faksimil;  Tannhäuser II. https://litteraturbanken.se/författare/LundegårdA/titlar/Tannhäuser2/sida/I/faksimil
- Dikter. Stockholm: Bonnier. 1896. Libris 22548733 Fulltext: Göteborgs universitetsbibliotek, Projekt Runeberg. Faksimil hos Litteraturbanken
- Asra: en nutidsidyll. Nordiskt familjebibliotek, 99-3140236-9 ; 1. Stockholm: Bonnier. 1898. Libris 1663307 - Illustrationer av Tyra Kleen – faksimil hos Litteraturbanken
- Struensee: en människoskildring ur historien i tre romaner. Stockholm: Bonnier. 1898-1900. Libris 2042385
  -  Del 1, Stadsläkaren i Altona. Stockholm: Bonnier. 1898. Libris 2042387. http://litteraturbanken.se/#!forfattare/LundegardA/titlar/Struensee1/info/etext
  -  Del 2:1, På höjderna. Stockholm: Bonnier. 1899. Libris s3bdst8cq4k2qh41. http://hdl.handle.net/2077/61607
  -  Del 2:2, På höjderna. Stockholm: Bonnier. 1899. Libris kv3llkghh2g3dx64. http://hdl.handle.net/2077/61601
  -  Del 2:1-2, På höjderna. 1899. Libris 20423889. http://litteraturbanken.se/#!forfattare/LundegardA/titlar/Struensee2/info/etext
  -  Del 3, Korsets väg. Stockholm: Bonnier. 1900. Libris 19b2h5pdzvfh6blg Fulltext: Göteborgs universitetsbibliotek, Litteraturbanken.
- Sturz. Stockholm: Bonnier. 1900. Libris 22550088 Fulltext: Göteborgs universitetsbibliotek, Projekt Runeberg, faksimil hos Litteraturbanken
- Elsa Finne. 1-2. Stockholm: Bonnier. 1902. Libris 1719336. http://hdl.handle.net/2077/33536 – Faksimil hos Litteraturbanken
- Känslans rätt. Stockholm: Bonnier. 1902. Libris 1719337
- Drottning Margareta: Valdemar Danekonungs dotter. [1-2]. Stockholm: Bonniers. 1905-1906. Libris 2236839
- Sagan om drottning Filippa.. Iduns romanbibliotek, 99-3111059-7 ; 35. Stockholm: Idun. 1904. Libris 2879832
- Drottning Cilla: Lars Blåbens dotter. Stockholm: Bonnier. 1910. Libris 1615577
- Den stora dagen. Stockholm: Bonnier. 1911. Libris 1636574. http://litteraturbanken.se/#!forfattare/LundegardA/titlar/DenStoraDagen/info/etext
- Om Engelbrekt, Erik Puke och Karl Knutsson som blef kung. Stockholm: Ljus. 1913. Libris 460437
- Tillvarataget: gamla och nya dikter. Stockholm: Bröderna Lagerström. 1918. Libris 2336343. https://runeberg.org/tillvara/

### Varia
- Några Strindbergsminnen knutna till en handfull brev. Stockholm: Tiden. 1920. Libris 27489. http://litteraturbanken.se/forfattare/LundegardA/titlar/NagraStrindbergsminnen/sida/3/etext
- Sett och känt. Stockholm: Bonnier. 1925. Libris 1309764
- Dagboksblad och brev. Stockholm: Bonnier. 1928. Libris 41916

### Samlade upplagor och urval
- Skrifter. Stockholm: Bonnier. 1932-1933. Libris 108651
  -  Skrifter. 1, I gryningen : ungdomsberättelser.. 1932. Libris 108653
  -  Skrifter. 2, Röde prinsen : en ungdoms historia.. 1932. Libris 108654
  -  Skrifter. 3, Mouche : en ljusglimt från Heines dödsbädd. 1932. Libris 108655
  -  Skrifter. 4, Titania : en kärlekshistoria. 1932. Libris 108656
  -  Skrifter. 5, Prometevs : en konstnärs historia. 1933. Libris 108657
  -  Skrifter. 6, Elsa Finne. 1933. Libris 108652
  -  Skrifter. 7, Kärleksöden ; Av stammen Asra ; Känslans rätt. 1933. Libris 108658
- Människoskildringar ur historien. (Bibliofiluppl.). 1916-1917. Libris 2172074
  -  1, Drottning Margareta, Valdemar Danekonungs dotter. 1916. Libris 2172075
  -  2, Drottning Filippa, kung Henriks dotter av England. 1916. Libris 2172076
  -  3, Drottning Cilla, Lars Blåbens dotter. 1916. Libris 2172077
  -  4, Struensee, 1, Stadsläkaren i Altona. 1916. Libris 2172078
  -  5, Struensee, 2, Vägen uppför. 1917. Libris 2172079
  -  6, Struensee, 3, Vägen utför. 1917. Libris 2172080
  -  7, Struensee, 4, Korsets väg. 1917. Libris 2172081
  -  8, Sturz : historiskt skådespel från dagarne efter Struensees fall. 1917. Libris 2172082
  -  9, Mouche : en ljusglimt från Heines dödsbädd. 1917. Libris 2172083
  -  10, Stormfågeln : en silhuett från 1848. 1917. Libris 2172084

## Priser och utmärkelser
- De Nios Stora Pris 1916
- De Nios Stora Pris 1929